# Алиев, Рафаил Алиш оглы
Рафаи́л Алиш оглы Али́ев (род. 28 декабря 1953, Гейчай, Азербайджанская ССР) — советский и азербайджанский художник. Член Союза художников Азербайджана (1988) и Член Союза художников СССР (1988).
Член Евразийского художественного союза.

## Биография
Рафаил Алиев родился в 1953 году в городе  Гейчай, Геокчайский район, Азербайджанская ССР, СССР. С 1961 по 1971 обучался в средней школе в Баку.
В 1971 году поступил на обучение на факультет «Художественная обработка металла» Художественного училища № 84, которое окончил в 1973 году.
С 1977 года работал в Художественном фонде Азербайджанской ССР.
С 1982 по 1987 годы — обучался на факультете «Художественная графика» Азербайджанского педагогического института.
С 1988 года Алиев является членом Союза художников Азербайджана и членом Союза художников СССР.
C 2022 года является членом Евразийского художественного союза.

## Оценка творчества
По мнению российского культуролога Ильи Абеля, творчество Рафаила Алиева как в живописи так и в чеканке, имеет свой индивидуальный колорит. В нём прослеживаются народные традиции, знаковость, насыщенность глубоким содержанием. В некоторых картинах Алиева, по мнению Абеля, присутствует стилистика свойственная Пабло Пикассо. Работы Алиева выставлялись на многочисленных выставках кроме родного Азербайджана и стран СНГ, также в Германии, США, ОАЭ, Великобритании и т.д..
Произведения Рафаила Алиева находятся в коллекциях Министерства культуры и туризма Азербайджана, Художественной галерее Азербайджана, Музее ковра Азербайджана, в Международном валютном фонде, других престижных собраниях и в частных коллекциях, включая частную коллекцию Джорджа Сороса.
К апрелю 2023 года работы Рафаила Алиева участвовали в пяти персональных и более чем шестидесяти коллективных выставках.

## Подборка выставок

### Персональные выставки
- 1991 — Азербайджан, Баку.
- 1993 — Азербайджан, Баку.
- 1994 — Азербайджан, Баку.
- 2022 — Люксембург, Люксембург.
- 2022 — "Creative Intuition", QGallery, Азербайджан, Баку.[6][7][8]

### Групповые выставки
- 1986 — Германия, Лейпциг.
- 1989 — США, Хьюстон.
- 1991 — Германия, Гамбург.
- 1992 — Объединённые Арабские Эмираты, Абу — Даби.
- 1995 — Казахстан, Алма-Ата.
- 2007 — Великобритания, Лондон.
- 2017 — QGallery, Баку.
- 2018 — Центр Современного Искусства, Баку.
- 2018 — Галерея "Leyla Khazari", Баку.
- 2019 — "Art Tower", Баку — "Женские секреты".[9][10][11]
- 2019 — Crystall hall, Баку.
- 2019 — ОАЭ, Дубай, «Бакинский бриз».
- 2019 — Люксембург, Стейнфорт, Вилла "Collart".
- 2019 — 8-е Пекинское биеннале, Китай, "Красочный мир и общее будущее".[12]
- 2019 — Посольство Азербайджана в Бельгии, "Once in Azerbaijan".
- 2019 — Культурный центр "Karabagh". Люксембург, "Other Colors".
- 2019 — Музей современного искусства, Баку.[13]
- 2021 — Галерея "Leyla Khazari", Баку, «Летнее наслаждение».[14]
- 2021 — Галерея "Mince Senet", Баку.
- 2021 — Шуша, Азербайджан.[15]
- 2022 — 9 Пекинское биеннале.[16]
- 2022 — Лувр, Париж, Франция.[17]
- 2022 — Культурный центр "Карабах", Люксембург.
- 2022 — Галерея "Leyla Khazari", Баку, "Children of War".[18]
- 2022 — Дворцовый комплекс "Нураллбой", Хива, Узбекистан.[19]
- 2022 — Торговый Дом Азербайджана, Нур-Султан, Казахстан.[20]
- 2022 — "Surakhani" корабль-музей, Баку.[21]
- 2023 — "Seranada", Баку, Азербайджан.
- 2023 — "Harmony", Баку, Азербайджан.
- 2023 — Международная выставка "Art Ankara", Анкара, Турция.[22]
- 2023 — Музейный центр, Баку, Азербайджан.
- 2023 — Международный Арт Фестиваль в Нахичевани.
- 2023 — QGallery, Баку, Азербайджан.[23]
- 2023 — Баку, Азербайджан.
- 2023 — "Арбузный Фестиваль", Zaman Art Gallery, Баку, Азербайджан.[24]
- 2023 — "Beauties of Absheron", галерея "GNF gallery", Брюссель, Бельгия.[25]
- 2024 — Будапешт, Венгрия.
- 2023 — "Мужчина и женщина", Россия.
- 2024 — "New York Nomad Show", Nomadworks, New York, USA.

## Работы находятся в следующих коллекциях
- Министерство культуры Азербайджана;
- Азербайджанский национальный музей искусств им. Р. Мустафаева;
- Союз художников Азербайджана;
- Министерство культуры России, Москва;
- Азербайджанский национальный музей ковра;
- Бакинский центр искусств;
- Частная коллекция Джорджа Сороса;
- Международный валютный фонд;
- Центр современного искусства в Баку;
- В частных коллекциях в Азербайджане и за рубежом.